# نامق کمال
نامق کمال (به ترکی استانبولی: Namık Kemal) (زاده ۱۸۴۰، رودوستو، امپراتوری عثمانی – مرگ در ۱۸۸۸، خیوس، یونان) شاعر عثمانی، نویسنده، اصلاح‌طلب و روزنامه‌نگار ترکیه بود.

## زندگی
نامق کمال در سال ۱۸۴۰ میلادی در رودوستو متولد شد و در ۴۸سالگی به علت بیماری در دوم دسامبر ۱۸۸۸ در خیوس درگذشت؛ پدرش مصطفی عاصم‌بیگ و مادرش فاطمه زهرا خانم نام داشت.

## نمونه آثار
- کودکان بیچاره
- گل‌نهال
- عاکف بیگ